# Fassade
Fassade – siódmy album studyjny szwajcarskiego duetu Lacrimosa. Został wydany 1 października 2001 roku w Szwajcarii przez wytwórnię Hall of Sermon oraz w tym samym roku w Niemczech przez Nuclear Blast.

## Lista utworów
Opracowano na podstawie materiału źródłowego.
1. „Fassade - 1. Satz” (muz. Wolff, sł. Wolff) - 09:16
2. „Der Morgen danach” (muz. Wolff, sł. Wolff) - 04:17
3. „Senses” (muz. Nurmi, sł. Nurmi) - 06:03
4. „Warum so tief?” (muz. Wolff, sł. Wolff) - 09:11
5. „Fassade - 2. Satz” (muz. Wolff, sł. Wolff)- 05:34
6. „Liebesspiel” (muz. Wolff, sł. Wolff) - 04:38
7. „Stumme Worte” (muz. Wolff, sł. Wolff)- 05:57
8. „Fassade - 3. Satz” (muz. Wolff, sł. Wolff) - 07:44

## Twórcy
Opracowano na podstawie materiału źródłowego.
- Anne Nurmi - śpiew, muzyka, słowa
- Tilo Wolff - aranżacja, orkiestracje, produkcja muzyczna, instrumenty muzyczne, śpiew
- Michael Schubert - realizacja
- JP Genkel - realizacja, miksowanie
- Helge Halvé - mastering
- Deutsches Filmorchester Babelsberg - wykonanie partii orkiestry

## Pozycje na listach
| Lista | Kraj   | Pozycja |
| ----- | ------ | ------- |
| OLiS  | Polska | 31      |